# Castel Morrone
Castel Morrone là một đô thị ở tỉnh Caserta trong vùng Campania của Ý, có vị trí cách khoảng 35 km về phía bắc của Napoli và khoảng 6 km về phía bắc của Caserta. Tại thời điểm ngày 31 tháng 12 năm 2004, đô thị này có dân số 4.007 người và diện tích là 25.4 km².
Đô thị Castel Morrone có các frazioni (các đơn vị cấp dưới, chủ yếu là các làng) Annunziata, Balzi, Casale, Gradillo, Grottole, Largisi, Pianelli, và S.Andrea e Torone.
Castel Morrone giáp các đô thị: Caiazzo, Capua, Caserta, Limatola, Piana di Monte Verna.